# HMS Frobisher (D81)
O HMS Frobisher foi um cruzador pesado operado pela Marinha Real Britânica e a quarta embarcação da Classe Hawkins, depois do HMS Hawkins, HMS Vindictive e HMS Raleigh, e seguido pelo HMS Effingham. Sua construção começou em agosto de 1916 no Estaleiro Real de Devonport e foi lançado ao mar em março de 1920, sendo comissionado em setembro de 1924. Era armado com uma bateria de sete canhões de 191 milímetros em montagens únicas, tinha um deslocamento carregado de doze mil toneladas e alcançava uma velocidade máxima de trinta nós.
O Frobisher teve um início de carreira tranquilo e sem grandes incidentes. Ele começou seu serviço sendo designado para atuar como a capitânia da 1ª Esquadra de Cruzadores no Mar Mediterrâneo, onde permaneceu pelos anos seguintes. Aturou brevemente na China em 1928 e então foi transferido para o Oceano Atlântico. O cruzador foi colocado na reserva em 1930 e dois anos depois convertido em um navio-escola. Ele foi completamente desarmado até 1936 e novamente colocado na reserva em 1937, onde permaneceu até voltar como navio-escola em 1939.
A Segunda Guerra Mundial começou no mesmo ano e o Frobisher foi convertido de volta para um cruzador, retornando ao serviço ativo em 1942. Foi colocado para atuar na escolta de comboios pelo Oceano Índico e Extremo Oriente, onde permaneceu pelos dois anos seguintes. Participou em meados de 1944 dos Desembarques da Normandia dando suporte de artilharia para a invasão, porém durante a ação foi danificado por um torpedo. Foi convertido de volta a um navio-escola, exercendo esta função até ser tirado de serviço em 1947 e desmontado dois anos depois.